# Hunegallu, Chik Ballapur
Hunegallu là một làng thuộc tehsil Chik Ballapur, huyện Kolar, bang Karnataka, Ấn Độ.